# Clément Bidard
Clément Bidard, né en 2001, est un nageur français.

## Carrière
Clément Bidard est médaillé de bronze du 200 mètres 4 nages au Festival olympique de la jeunesse européenne 2017 à Győr, où il est le porte-drapeau de la délégation française.
Il est médaillé de bronze du 100 mètres 4 nages et du 200 mètres 4 nages aux Championnats de France de natation en petit bassin 2018 à Montpellier. Il est médaillé d'argent du 200 mètres 4 nages et médaillé de bronze du 400 mètres 4 nages aux Championnats de France de natation 2019 à Rennes.
Aux Championnats de France de natation en petit bassin 2019 à Angers, il est médaillé d'argent du 400 mètres 4 nages et médaillé de bronze du 100 mètres 4 nages ainsi que du 200 mètres 4 nages.
Il remporte la médaille de bronze du 200 mètres brasse, du 200 mètres 4 nages et du 400 mètres 4 nages aux Championnats de France de natation 2020 à Saint-Raphaël.
Aux Championnats de France de natation 2022 à Limoges, il est médaillé de bronze du 100 mètres brasse et du 200 mètres 4 nages.
Il obtient une médaille d'argent au relais 4 × 100 m 4 nages aux  Jeux méditerranéens de 2022 à Oran.
Il est sacré champion de France du 100 mètres brasse et vice-champion de France du 200 mètres 4 nages en 2023 à Rennes,.